# Bhaktirörelsen
Bhaktirörelsen betecknar en hel grupp religiösa rörelser inom hinduismen, sammanhållna av sitt fokus på gudskärlek (bhakti) och en monoteistisk tendens, där endast Shiva, Vishnu eller Shakti tillbeds.